# Casate (Bernate Ticino)
Casate (Casaa in dialetto milanese), talvolta erroneamente indicata come Casate Ticino, è l'unica frazione del comune di Bernate Ticino, in provincia di Milano; la sua popolazione è di 1 125 abitanti (al 2011).

## Geografia fisica

### Territorio
Casate è situata a est dell'alveo del fiume Ticino e a ovest di Milano, capoluogo di Provincia, da cui dista 27 chilometri.
Confina: a Nord con Cuggiono, a Est con Mesero, a Sud e a Ovest con il capoluogo del comune di Bernate Ticino.
Gli abitanti sono 1125 e costituiscono quasi un terzo degli abitanti dell'intero comune di Bernate Ticino.

## Etimologia
Il nome "Casate" deriva forse dal termine comune "casates", le cascine disperse nei campi, nel dialetto del 1600-1700.

## Storia
Casate è citata per la prima volta nel 1603, negli "Atti della visita pastorale" del Cardinale Federico Borromeo il quale notava come in questo luogo vi fosse una totale assenza di luoghi di culto ed essendo il borgo molto distante dalla chiesa più vicina (sita a Bernate Ticino), si auspicava una pronta costruzione di una cappella. Il tanto desiderato luogo di culto venne costruito di lì a poco grazie all'interessamento del nobile abate Ferdinando Crivelli, da poco nominato Gran Priore dell'Ordine di Malta per Capua.
Nel corso dei secoli la popolazione non crebbe mai tanto anche se nell'Ottocento un censimento identificava come residenti in Casate circa 500 persone.

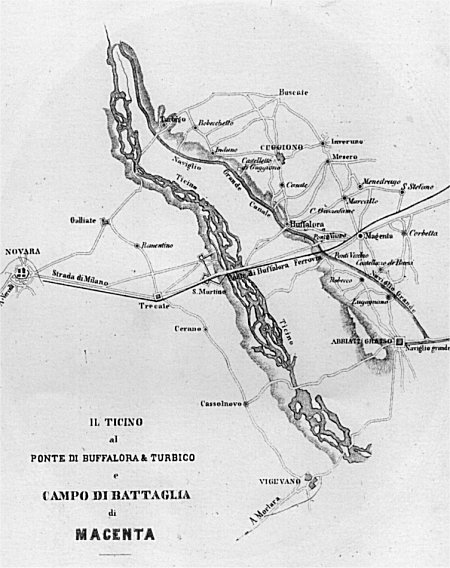
La battaglia di Magenta in una mappa militare del 1859; è riportata la località di Casate

 Nel 1859 Casate fu teatro di alcune delle operazioni tattiche della Battaglia di Magenta.
Nei primi anni del Novecento, dati i conflitti insorti col parroco di Bernate don Egidio Caprotti, la popolazione di Casate chiese ed ottenne (mediante la costituzione di un comitato) dall'Arcivescovo di Milano la presenza permanente di un sacerdote, con funzioni di cappellano, don Alessandro Mosconi, che giunge in paese il 19 settembre 1919, con l'incarico di Delegato Vescovile.
Nel 1933 venne inaugurato l'asilo infantile (ora scuola materna), intitolato a Santa Teresa e promosso nella sua costituzione dal dottor Antonio Bigatti.
Durante la seconda guerra mondiale il territorio di Casate e di Cuggiono fu quartiere delle operazioni di una delle formazioni partigiane raggruppate da Poldo Gasparotto, partigiano comandante delle Brigate "Giustizia e Libertà" della Lombardia, Medaglia d'oro al valor militare alla memoria al quale venne intitolato nel 1993 il centro polifunzionale comunale di Casate.
Il 12 aprile 1945 l'Arcidiocesi di Milano istituì ufficialmente la parrocchia di Casate sotto il titolo della Beata Vergine Maria Immacolata; l'assegnazione del primo parroco, don Ambrogio Nai, avvenne nel 1960.

## Monumenti e luoghi d'interesse

### Architetture religiose

#### Chiesa Parrocchiale della Beata Vergine Maria Immacolata
La chiesa del territorio di Casate coincide con la parrocchia locale dedicata alla Beata Vergine Maria Immacolata, appartenente all'Diocesi di Milano e al Decanato di Castano Primo.
La costruzione ebbe origine alla fine del Seicento quando l'abate Ferdinando Crivelli (membro della ricca e nobile famiglia milanese proprietaria di molte terre in questi luoghi) decise di costruire proprio a Casate una chiesa, destinata ai contadini del piccolo borgo, sottoposta all'autorità ecclesiastica della canonica agostiniana di Bernate Ticino da dove un canonico si sarebbe recato regolarmente per celebrarvi i divini offici.
Dopo la conclusione dei lavori, la chiesa venne consacrata nel 1705, come recita una lapide tuttora esposta nel luogo di culto:

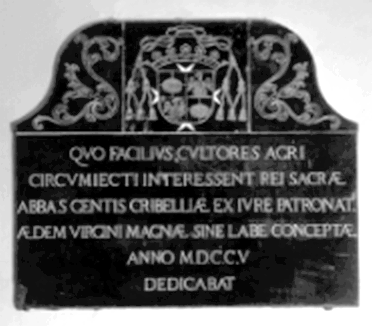
Lapide del 1705

La prima descrizione della nuova chiesa si trova in un documento del 1706 conservato nell'Archivio Diocesano di Milano relativo alla visita vicariale di mons. Mario Corradi. La chiesa viene definita come una cappella con pianta rettangolare, di modeste dimensioni, dedicata alla Beata Vergine Immacolata. L'altare viene riportato come benedetto già dal 27 ottobre 1704 dall'arciprete di Cuggiono.

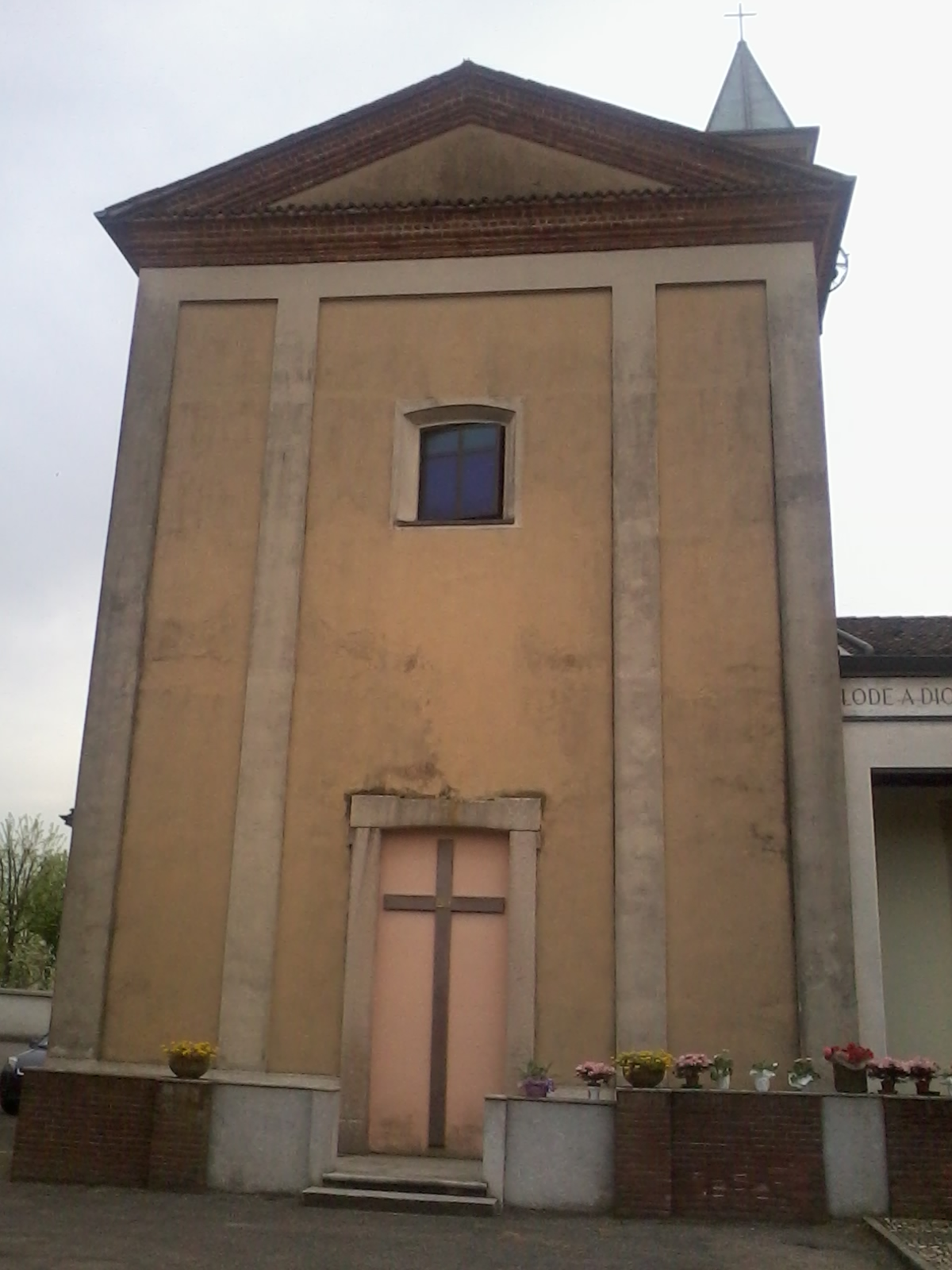
La chiesa parrocchiale di Casate: si noti l'ingresso originario oggi murato

Col crescere della popolazione casatese, gli abitanti inoltrarono all'arcivescovo milanese Alfredo Ildefonso Schuster la richiesta per erigere in loco una parrocchia con sacerdote stabile e questo permesso venne accordato il 5 settembre 1944 ed entrò a tutti gli effetti a far parte della Pieve di Corbetta sino al 1949 quando il paese passò sotto la Pieve di Dairago ove rimase sino al 1972, anno della soppressione del sistema plebano nell'arcidiocesi di Milano. La Parrocchia fa parte della Comunità Pastorale di Bernate-Casate-e ( comprendente pure Cuggiono e Castelletto fino al 2014 ), comprende una Chiesa Parrocchiale, un Oratorio maschile dedicato a San Giuseppe, con Centro parrocchiale e biblioteca, un Oratorio femminile dedicato a Santa Teresa del Bambin Gesù e del Volto Santo, una cappellina dedicata alla Vergine Maria Addolorata.
La pianta della chiesa parrocchiale si presenta ad aula rettangolare, di fattura semplice, con una facciata scandita da piccole lesene sporgenti e da un tetto a capanna. Durante l'ampliamento che fece seguito all'erezione a parrocchia nel 1944, il portale d'ingresso principale alla chiesa venne murato e vi venne realizzata una grande croce in cemento, mentre l'entrata venne spostata lateralmente in un edificio moderno che consentì così di allargare la chiesa senza mutarne la struttura. Internamente, degno di nota è un crocifisso ligneo (anno 1985) collocato nella chiesa parrocchiale, sull'Altare maggiore, realizzato in noce locale dall'artista polacco Grzegorz.
Dal 1983 al 1985 la Chiesa parrocchiale fu oggetto di una profonda ristrutturazione.
La chiesa possiede un concerto di 5 campane in Fa#3 calante, fuso da Roberto Mazzola di Valduggia (VC) nel 1951. Le campane suonano a sistema ambrosiano.
| Campana | Nota nominale | Fonditore e Anno di fusione         | Diametro |
| ------- | ------------- | ----------------------------------- | -------- |
| I       | Do4           | Roberto Mazzola in data imprecisata | 689 mm   |
| II      | Si3           | Roberto Mazzola nel 1951            | 794 mm   |
| III     | La3           | Roberto Mazzola nel 1951            | 840 mm   |
| IV      | Sol3          | Roberto Mazzola nel 1951            | 947,5 mm |
| V       | Fa3           | Roberto Mazzola nel 1951            | 1065 mm  |

Su un muro all'esterno dell'attuale chiesa parrocchiale si trova inoltre un'altra campana che era utilizzata prima della costruzione dell'attuale campanile (ascrivibile al periodo dell'erezione a parrocchia). Tale campana venne realizzata nel 1724 come campana principale di un concerto di tre presenti, mentre le altre due precedenti vennero fuse nel 1705 ed attualmente sono andate perdute.

## I Rioni
Casate è suddiviso tradizionalmente in tre rioni:
- Cà Vecc, ovvero "Case vecchie", comprendente il nucleo più antico attorno alla Chiesa;
- Cà Noeuv, "Case nuove", la zona di più recente costruzione;
- Cà Nòbil, "Case nobili", il rione comprendente una filanda e alcune case un tempo di proprietà della piccola nobiltà locale.

## Società

### Evoluzione demografica
Abitanti censiti

### Lingue e dialetti
Nella frazione è molto diffuso il dialetto lombardo occidentale. Esso è in buona sostanza una lingua romanza derivata dal latino di cui all'interno ancora si risentono gli influssi.

### Religione
La maggioranza della popolazione è cattolica e nell'abitato è presente una parrocchia cattolica, parte dell'Arcidiocesi di Milano.

## Infrastrutture e trasporti
- Da Milano in automobile: Autostrada A4 (E64) Milano-Torino, uscita "Mesero-Marcallo"; proseguire sulla SS 336 dir in direzione Malpensa; uscita "Cuggiono Sud"; proseguire per Bernate Ticino.
- Dall'Aeroporto Internazionale di Malpensa in automobile: SS 336 dir in direzione Magenta, uscita "Cuggiono Sud".
- Da Torino / Novara in automobile: Autostrada A4 (E64) in direzione Milano, uscita "Mesero-Marcallo".
- In aereo: Aeroporto Internazionale di Malpensa.
- In treno: Stazione Ferrovie dello Stato di Magenta; Stazione Ferrovie Nord di Castano Primo.
- In autobus: Linea Movibus (ATINOM) Magenta-Cuggiono, fermate a Casate; Linea ATM Milano-Magenta-Cuggiono, fermate a Cuggiono.